# بول نيكولاس أغويلار
بول نيكولاس أغويلار روخاس (بالإسبانية: Paul Nicolás Aguilar Rojas)‏ (مواليد 6 مارس 1986 في كونكورديا) لاعب كرة قدم مكسيكي يلعب حاليا في نادي باتشوكا المكسيكي .

## روابط خارجية
- بول نيكولاس أغويلار على موقع الاتحاد الدولي (مؤرشف)  (الإنجليزية)
- بول نيكولاس أغويلار على موقع قاعدة بيانات كرة القدم.إي يو (الإنجليزية)
- بول نيكولاس أغويلار على موقع ناشيونال فوتبول تيمز (الإنجليزية)
- بول نيكولاس أغويلار على موقع Soccerway.com (الإنجليزية)
- بول نيكولاس أغويلار على موقع كووورة
- بول نيكولاس أغويلار على موقع AS.com (الإسبانية)